# Ulrich Biesinger
Ulrich "Uli" Biesinger (6. srpen 1933, Augsburg-Oberhausen – 18. červen 2011, Augsburg) byl německý fotbalista, který reprezentoval Německou spolkovou republiku. Nastupoval především na postu útočníka.
S německou reprezentací se stal mistrem světa roku 1954, byť na závěrečném turnaji nenastoupil. V národním týmu odehrál 7 utkání, v nichž dal 2 góly.
Nejvyšší německou soutěž hrál za BC Augsburg a SSV Reutlingen 05.